# Mosinecs
Els mosinecs (en llatí mosynoeci, mossynoeci, mosyni o mossyni, en grec antic Μοσύνοικοι, Μοσσύνοικοι, μοσσυνοί, Μοσσυνοί), també anomenats moxinecs, eren una de les tribus pòntiques d'arrel georgiana, a la part oriental del Pont, al sud-oest de la Còlquida, sotmesos per Artaxes I d'Armènia cap a la meitat del segle ii aC.
Vivien des de la costa cap a l'interior, entre els tibarens i els macrons, amb les ciutats de Cerasus i Farnàcia. Eren un poble guerrer i poc civilitzat. Els grecs diuen que vivien als arbres i en torres, explica Estrabó. El seu rei era elegit pel poble i vivia en una torre aïllada que s'aixecava més alta que les cases dels seus súbdits, que observaven de prop els seus actes i li proporcionaven tot el que necessitava. Quan feia alguna cosa que els molestava, aturaven el proveïment i el feien morir de gana, segons Xenofont i Diodor de Sicília. Acostumaven a tallar els caps dels enemics vençuts i els portaven al poblat entre danses i cançons. No coneixien el matrimoni, s'aparellaven amb qualsevol i es tatuaven el cos. Bevien i menjaven en abundància quan eren feliços, i els fills dels rics eren alimentats amb dofins salats i castanyes, fins que s'engreixaven extraordinàriament. Les seves armes eren unes llances pesades i llargues, portaven una espècie d'escuts de vímet coberts amb pells de bou, i cascs de fusta o de cuiro adornats amb una cresta de pèl.